# Monika Kruse
Monika Kruse (ur. 23 lipca 1971 w Berlinie) to pseudonim sceniczny niemieckiej DJ i producentki muzycznej. 

## Życiorys
Karierę rozpoczęła w 1991 roku od występów w monachijskim klubie Babalu, grając hip-hop, funk i pierwsze house'owe produkcje. Wkrótce potem zmieniła klub na Parkcafé. Pod koniec 1993 roku dołączyła do grupy Ultraworld, która organizowała pierwsze imprezy muzyki techno w Monachium i była rezydentem w legendarnym klubie Ultraschall.
W 1995 rozpoczęła produkcję własnych utworów z gatunku techno. Jej pierwszym instrumentem klawiszowym był Roland JD-800. Wiosną 1995 roku pojawiła się pierwsza produkcja wydana na kompilacji Pomelo Nr 1. W połowie tego samego roku Monika zorganizowała swoją pierwszą uliczną imprezę w wynajętym trolejbusie.
Pod koniec 1997 roku niemiecki label Fine Audio Recordings rozpoczął serie wydawniczą z jej setami. Pierwsza edycja "Dj Mix Serier vol. 1", sprzedała się nakładem 9, 000 egzemplarzy bez żadnej promocji.
W lutym 1998 roku nakładem wytwórni Frisbee Records pojawiło się jedno z ważniejszych wydawnictw "Monika Kruse in Voodoomat". Niebywały sukces voodoomat'u pociągnął za sobą kolejne produkcje. Zaledwie pół roku później brytyjska wytwórnia Primevil wydała "Hoschi pres. Monika Kruse".
W 2000 założyła własny label: Terminal M. W tym samym roku pojawiła się również na Love Parade. W Polsce artystka znana między innymi z występów na Mayday Festiwal.
Od 2001 r. występuje regularnie na Ibizie od czasu pierwszego występu w Cocoon Ibiza.